# Athyrium shaanxiense
Athyrium shaanxiense là một loài thực vật có mạch trong họ Woodsiaceae. Loài này được Ching & Y.T. Hsieh miêu tả khoa học đầu tiên năm 1986.